# کنل کلاب
کنل کلاب (انگلیسی: The Kennel Club) سازمانی در بریتانیا است که به منظور حمایت از سگ‌ها در موارد ارتقاء بهداشت، رفاه، حفاظت، ثبت و کنترل نژادی، آموزش صاحبان، تربیت و تغذیه آنان فعال است. این سازمان در ۱۸۷۳ میلادی بنیان نهاده شد.

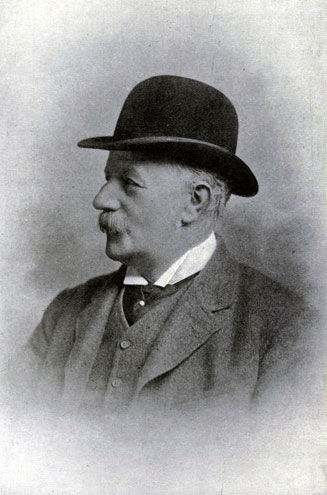
سوالیس شرلی مؤسس کنل کلاب